# Takkantsprisma

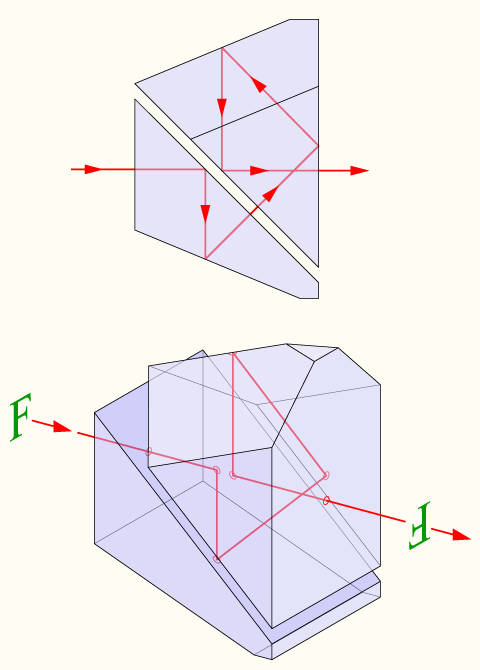
Schmidt-Pechan-prisma från prismakikare sedd från sidan (överst) och i perspektiv (nederst). Takkanten gör att den utgående bilden blir rättvänd.

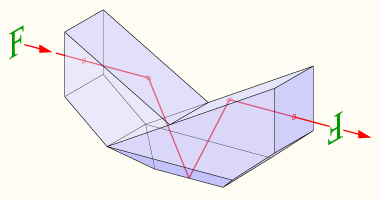
Abbe-Koenig-prisma från prismakikare. Också här blir bilden rättvänd genom takkanten.

Takkantprisma är ett prisma avsett att skjutas in i strålgången på optiska instrument. Prismat har en takkant  som reflekterande komponent med uppgift att spegelvända bilden. Takkanten består av två speglande ytor placerade i rät vinkel mot varandra. Vid spegling i den första reflekterande ytan spegelvänds bilden, vid reflektionen i den andra ytan sker ytterligare en spegelvändning, så att den utgående bilden inte spegelvänts. Detta får också till följd att den utgående strålen i sidled lämnar spegelarrangemanget i motriktningen mot den inkommande strålen, medan vid en enkel spegling den utgående strålen lämnar spegeln med samma vinkel mot en linje vinkelrät mot spegelns plan som den ingående strålen, på andra sidan denna linje, se reflektion. Skenbart sker reflektionen i ett takkantprisma i ett plan genom den linje där de speglande ytorna skär varandra vinkelrätt mot bissektrisen mellan dem. 
Takkant som del i prismor används till exempel i prismor i prismakikare och i ”pentaprismat” i spegelreflexkameror. Det används då för att ge en rättvänd bild av objektet.
Vinklarna hos de reflekterande planen hos ett takkantprisma är sådana att om prismat tillverkats av högbrytande glas (flintglas), erhåller man totalreflektion, och förspegling av ytorna inte behövs.
Om man utgår från klassisk strålgångsoptik (geometrisk optik, strålningsoptik] spelar det ingen roll om ljuset reflekteras först i det ena eller i det andra av de speglande planen. En noggrannare beräkning med vågoptik visar att man får en polarisationsavhängig fasförskjutning mellan ljus som reflekteras först i den ena eller först i den andra ytan: vid varje reflektion mot en sned yta, inklusive totalreflektion, erhålls en partiell polarisation av ljuset (detta är orsaken till att man kan reducera reflexer med Polaroid-solglasögon). Ljuset blir polariserat i olika riktningar vid reflektionen i den ena eller den andra ytan först, och man erhåller en fasförskjutning mellan dem. Detta ger upphov till interferenser mellan strålarna vilket resulterar i en försämrad upplösning av den utgående bilden.
Denna oönskade interferens mellan de två strålgångarna kan motverkas genom att de reflekterande ytorna ges en speciell dielektrisk coatning som kallas fas-korrektions-coatning eller P-coatning, så att man får samma fasförskjutning på ljuset oavsett om det reflekteras först i den ena eller den andra ytan, och därmed ingen interferens förstör upplösningen i bilden.
Om ytterligare en reflekterande yta läggs till, vinkelrät mot de två i en takkant, så att man får en reflekterande konstellation motsvarande insidan i ett lådhörn kommer en stråle som reflekteras i alla tre ytorna att vara riktad i motsatt riktning som den ingående, i riktning mot ljuskällan. Detta arrangemang kallas hörnreflektor och används utom för reflektorer för ljus (till exempel i fotgängarreflexer) också för reflektorer för radarvågor.

Strålgång i reflekterande takkant
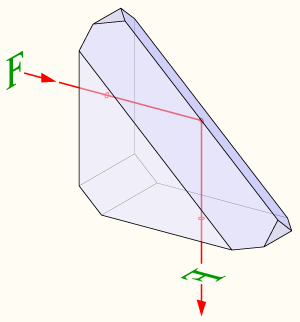
Ett enkelt takkantsprisma (Amicis takkantsprisma). Används i astronomiska teleskop.
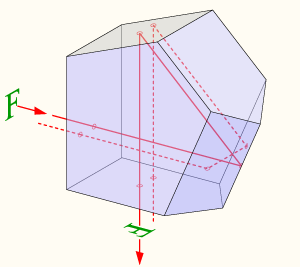
Ett pentaprisma med takkant från en spegelreflexkamera. Takkanten spegelvänder bilden så att en rättvänd bild erhålls i sökaren.
Ett pentaprisma utan takkant. Med ett sådant enkelt pentaprisma i sökaren till en spegelreflexkamera skulle man erhålla en spegelvänd bild. Används i astronomiska teleskop.